# Rund um den Henninger-Turm 1963
Il Rund um den Henninger-Turm 1963, seconda edizione della corsa, si svolse il 19 maggio su un percorso di 250 km, con partenza e arrivo a Francoforte sul Meno. Fu vinto dal tedesco occidentale Hans Junkermann della squadra Wiel's-Groen Leeuw davanti al suo connazionale Rudi Altig e al francese Jean Stablinski.

## Ordine d'arrivo (Top 10)
| Pos. | Corridore       | Squadra            | Tempo    |
| ---- | --------------- | ------------------ | -------- |
| 1    | Hans Junkermann | Wiel's-Groen Leeuw | 6h54'30" |
| 2    | Rudi Altig      | Saint-Raphaël      | s.t.     |
| 3    | Jean Stablinski | Saint-Raphaël      | a 1'50"  |
| 4    | Horst Oldenburg | Torpedo            | a 2'10"  |
| 5    | Bas Maliepaard  | Saint-Raphaël      | s.t.     |
| 6    | Eddy Pauwels    | Wiel's-Groen Leeuw | s.t.     |
| 7    | Seamus Elliott  | Saint-Raphaël      | s.t.     |
| 8    | Jef Planckaert  | Faema-Flandria     | s.t.     |
| 9    | Armand Desmet   | Faema-Flandria     | s.t.     |
| 10   | Dieter Puschel  | Wiel's-Groen Leeuw | s.t.     |